# Padre Pio
Padre Pio (n. 25 mai 1887, Pietrelcina, Campania, Italia – d. 23 septembrie 1968, San Giovanni Rotondo, Apulia, Italia) este unul dintre cei mai cunoscuți sfinți creștini ai secolului al XX-lea, atât datorită stigmatelor, cât și datorită anumitor minuni cum ar fi levitația, despre care se spune că le-ar fi experimentat. A fost un preot și călugăr capucin al Italiei venerat și considerat sfânt în Biserica Catolică. Născut Francesco Forgione, primește numele Pius (It: Pio), cel pios, cel cuvios, când intră în ordinului Capucinilor, de aici și numele care îl face faimos: Părintele Pio – Padre Pio. Pe 16 iunie 2002, este canonizat de către Papa Ioan Paul al II-lea.

## Copilăria și adolescența
Francesco Forgione s-a născut ca fiu al lui Grazio Mario Forgione (1860–1946) și Mariei Giuseppa de Nunzio Forgione (1859–1929) pe 25 mai 1887, in Pietrelcina Arhivat în 21 iunie 2012, la Wayback Machine., o localitate de fermieri din sudul regiunii Campania.    Părinții săi își câștigau existența ca fermieri. A fost botezat în apropierea capelei Santa Anna, care străjuieste desupra  zidurilor unui castel medieval.  Mai târziu a slujit ca băiat de altar in aceeași capelă. O opera de restaurare a acestei capele a fost ulterior întreprinsă de către Fundația Padre Pio al  Americii , cu sediul în Cromwell, Connecticut. Padre Pio a avut un frate mai mare, Michele, și trei surori mai mici, Felicita, Pellegrina, and Grazia(care mai târziu a devenit soră a ordinului sfintei Bridgita). Părinții săi au mai avut încă doi copii care au murit de mici.  Când a fost botezat a primit numele Francesco dupa unul din acești frați ce au murit. A declarat mai târziu că încă de la vârsta de cinci ani luase deja decizia să își dedice întreaga viața lui Dumnezeu. Se spune de asemenea că și-ar fi atribuit singur pedepse, dupa modelul sfinților ispășitori, fiind mustrat odată de mama sa care l-a găsit dormind pe podeaua de piatră folosind ca pernă un bolovan. Își ajută familia la muncile câmpului până la vârsta de 10 ani, având grijă de o mică turmă de oi pe care familia sa o deținea. Aceasta întârzie educația sa școlară până la un anumit punct.
Pietrelcina era o localitate foarte religioasă( toate zilele sfinților erau celebrate de-a lungul anului), iar religia a avut o puternică și profundă influența asupra familiei Forgione. Membrii participau zilnic la Liturghie, se rugau seara Rozariul, și se abtineau de la carne trei zile pe săptămână în onoarea Fecioarei Maria a Muntelui Carmel. Deși părinții și bunicii lui Francesco erau analfabeți, aceștia cunoșteau Scripturile și povesteau copiilor întâmplările biblice. Mama lui Francesco mărturisește că acesta era capabil sa îl vadă pe Iisus și să vorbească cu El, la fel și cu Fecioara Maria și cu îngerul său păzitor, și copil fiind, credea că toți oamenii pot să facă asta.
Ca adolescent Francesco mărturisește experiența viziunilor cerești și a extazelor.  În 1897, dupa ce termină cei trei ani de școală primară, Francesco este atras de viața de călugăr după ce întâlnește și ascultă un tânăr călugăr capucin ce venise în acele locuri pentru a strânge donații. Când formulează această dorință părinților, aceștia fac o călătorie la Morcone, o comunitate la 21 km nord de Pietrelcina, pentru a afla dacă fiul lor poate fi primit într-o comunitate monastică a ordinului capucin. Călugării de acolo îi informează ca sunt interesați de primirea lui Francesco în comunitatea lor, dar că acesta are nevoie de mai multă educație școlară.
Tatăl lui Francesco pleacă în Statele Unite în căutarea unui loc de muncă mai bine plătit pentru a putea să susțină studiile private ale fiului său, pentru ca acesta să poată să îndeplineasca cerințele educaționale necesare admiterii în ordinul capucin.  Aceasta este perioada în care Franccesco primește sacramentul (taina) Confirmării, pe 27 septembrie 1899. El primește educația particulară necesară pentru a trece de cerințele academice stipulate. Pe 6 ianuarie 1903, la vârsta de 15 ani, el intră în noviciatul Ordinului Calugarilor Capucini la Morcone unde, pe 22 ianuarie, primește regulile franciscane și numele monastic de Fratele Pio, în onoarea Papei St. Pius al V-lea, sfântul patron al localitații Pietrelcina. De asemenea depune jurămintele de sărăcie, castitate și ascultare.

## Ca preot
Pentru a-și începe cei șase ani de studii pentru a deveni preot și pentru a crește în ierarhia monastică, călătorește la mânăstirea St Francisc de Assisi. Trei ani mai târziu la 27 ianuarie 1907 devine slujitor al altarului ca preot. În 1910, Fratele Pio a fost desemnat ca preot de către arhiepiscopul Paolo Schinosi în Catedrala Benevento. Patru zile mai târziu ține prima sa Liturghie la biserica parohiei consacrată Fecioarei Maria (En:Our Lady of the Angels). Deoarece sănătatea sa devine precară i s-a permis să rămână împreună cu familia sa până la începutul lui 1916 păstrându-și statutul de călugăr în cadrul ordinului capucin.
Pe 4 septembrie 1916, Părintele Pio a fost chemat  să se reîntoarcă la viața monastică. Astfel  a fost mutat într-o comunitate monahală agricolă, mânăstirea capucină dedicată tot Fecioarei Maria (En:Our Lady of Grace), ce se află în Munții Gargano în localitatea  San Giovanni Rotondo din regiunea Foggia. În acel timp comunitatea monastică număra 7 frați. A rămas în San Giovanni Rotondo până la moartea sa, cu excepția serviciului militar.

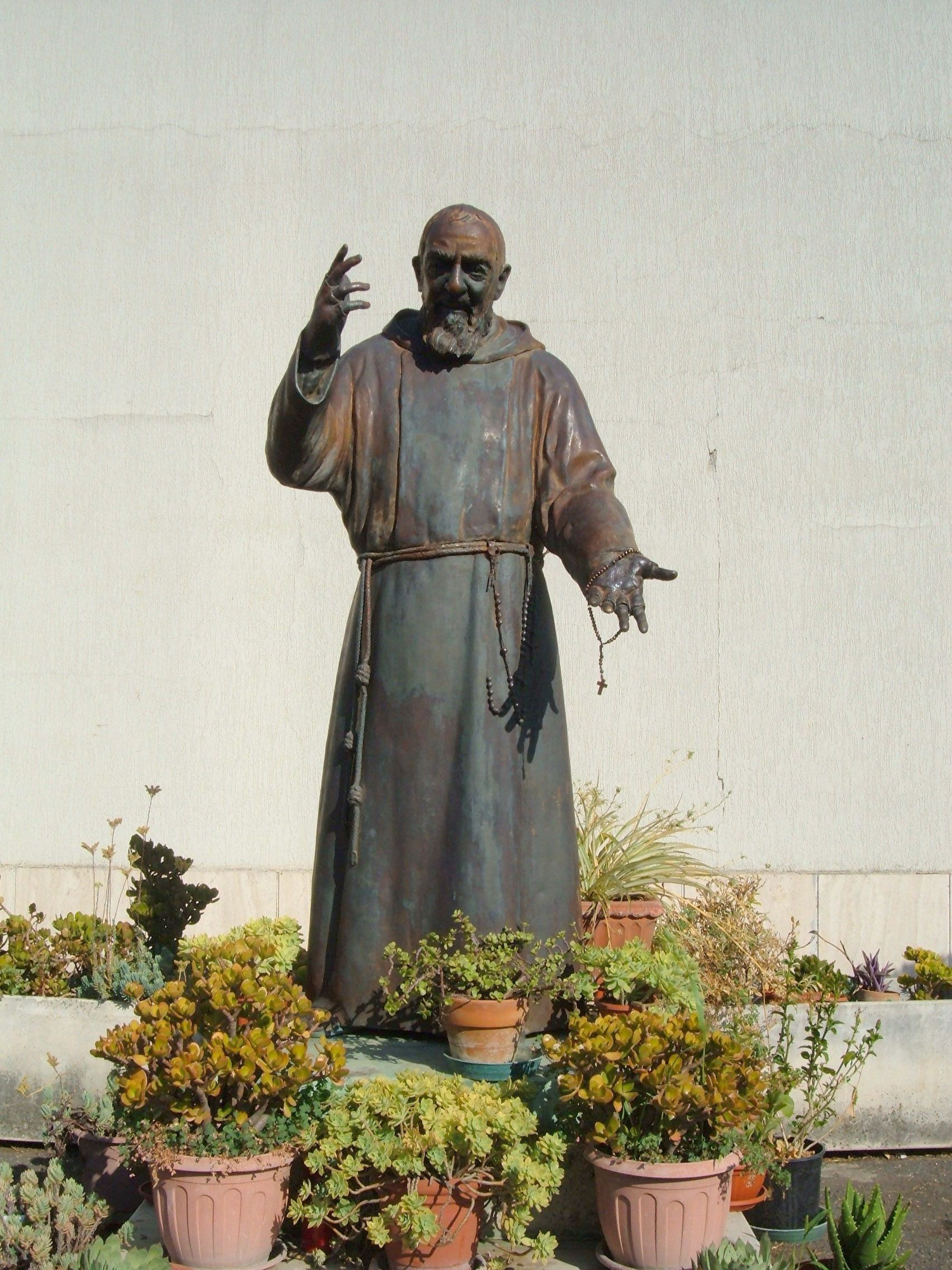
Un mare adept al meditației creştine, Padre Pio, declara: „Prin studierea scripturilor îl căutăm pe Dumnezeu; prin Meditație îl găsim”. Această statuie din Roma îl înfățișează cu un Rozariu.

Când Primul Război Mondial a început, patru calugări de la comunitatea sa au fost chemați pentru serviciul militar. La acel timp Padre Pio era professor la seminar și director spiritual(duhovnic). Când încă un călugăr a fost chemat în armata, Padre Pio a fost pus la conducerea mânăstirii. Apoi, în luna august 1917, Padre Pio a fost chemat el însuși pentru a-și satisface serviciul militar. Deși nu era în cea mai bună stare de sănătate, a fost desemnat Plutonului 4 al Companiei 100 a Corpului Medical Italian. Deși spitalizat pe la mijlocul lui octombrie, nu a fost lăsat la vatră până în martie 1918, cand s-a intors la San Giovanni Rotondo si a fost desemnat să lucreze la Santa Maria degli Angeli (Our Lady of the Angels) în Pietrelcina. Mai târziu, ca răspuns la reputația sa în creștere ca factor de miracole, superiorii săi l-au trimis înapoi la San Giovanni Rotondo. În total serviciul său miltar a durat 182 de zile.
Padre Pio a devenit apoi un director spiritual cunoscut ghidând mulți aspiranți la spiritualitate pe care îi considera copii săi spirituali. Avea cinci reguli pentru creșterea spiritula, și anume, spovedanie săptămănala, împărtășanie zilnică, lectură spirituală, meditație și examinarea conștiinței.
A comparat spovedania săptămânală curățeniei săptămânale a unei camere de praf și a recomandat practicarea meditației și a examinării de sine sau introspecției de două ori pe zi: odată dimineață, ca o pregătire pentru a înfrunta ziua, și încă odată seara, ca retrospectivă. Sfaturile sale despre aplicatibilitatea practică a teologiei erau adesea subsumate în citatul său de acum faimos, „Roagă-te, Crede și Nu-ți fă griji”. Îi călăuzea pe creștini sa îl recunoască pe Dumnezeu în toate lucrurile și să își dorească mai presus de orice să facă voia lui Dumnezeu.

## Sănătatea precară
Conform jurnalului părintelui Agostino de San Marco ce a fost directorul spiritual al lui Padre Pio în San Marco in Lamis, tânărul Francesco Forgione suferea de mai multe boli.La șase ani a trecut printr-o gastroenterită ce l-a ținut la pat pentru o perioadă destul de lungă. La 10 ani a contractat febră tifoidă. La 17, brusc s-a simțit slăbit, acuzând lipsa apetitului, insomnie, oboseală, sincope și migrene teribile. Vomita frecvent și nu putea să se hrănească decât cu lapte și brânză.
Hagiografii spun că în acest timp, asociate cu durerile fizice au început să apară fenomenele inexplicabile, paranormale. Conform relatărilor, se puteau auzi sunete ciudate venind din camera sa noaptea – uneor țipete și urlete. În timpul rugăciunii fratele Pio rămânea într-o stare de stupoare, ca și când ar fi fost absent.
Unul dintre calugării colegi de mănăstire pretinde că l-ar fi văzut în stări de extaz, levitând deasupra pământului.
În iunie 1905, starea de sănătate a lui Padre Pio era atât de deteriorată încât superiorii săi decid sa îl trimită la o mânăstire din munți sperând că schimbarea aerului îl va ajuta în bine. Sănătatea sa a continuat sa se înrăutatească însă iar doctorii i-au recomandat să se întoarcă acasa în localitatea natală. Dar chiar și acolo starea sa de sănătate a continuat să se înrăutățeasca.
Pe lângă bolile copilariei, de-a lungul vieții sale, Padre Pio a suferit și de astm bronșic. A mai avut și o mare piatră la rinichi suferind de dureri abdominale frecvente. Mai departe a suferit de gastrita cronică care s-a transformat mai târziu în ulcer. De asemenea a mai suferit de inflamații ale ochilor, nasului, urechilor și gâtului care s-au transformat în cele din urma în rinită și otită cronice.
În vara lui 1915, în ciuda sănătății sale precare, a fost încorporat în armata. Dar după 30 de zile a fost trimis acasă în permisie datorită sănătății proaste. S-a reîntors la serviciul militar dar a fst trimis iarași în permisie de această dată pentru 6 luni la o mânăstire dintr-un sat de munte, San Giovani Rotondo, unde vremea era relativ rece chiar și pe timpul verii. Dupa 6 luni la această mânăstire s-a reîntors la serviciul militar dar a fost trimis din nou acasă două luni mai târziu. La reîntoarcerea sa a fost declarat apt pentru serviciul militar și a fost trimis la o unitate din Napoli, unde a rămas până în martie 1917, timp in care a fost diagnosticat cu tuberculoză pulmonară dovedită de un examen radilogic. A fost astfel lăsat la vatră.
În 1925 Padre Pio a fost operat de hernie inghinală și la scurt timp după asta un mare chist s-a format pe gâtul său care a trebuit să fie eliminat tot prin operație. Alta operație a fost necesară să fie îndepărtată o tumoare malignă de pe urechea sa. După această operație Padre Pio a fost supus unui tratament radiologic care a reușit se pare dupa doua repetări.
În 1956 este diagnosticat cu pleurită exudativă severă de către profesorul Cataldo Cassano care personal extrage lichidul seros din trupul lui Padre Pio, care rămâne la pat pentru mai multe luni consecutive.
La bătrânețe Padre Pio a suferit de artrită.

## Suferințele spirituale
Padre Pio a declarat că el crede că dragostea pentru Dumnezeu este inseparabilă de suferință și că suferind totul de dragul lui Dumnezeu este calea prin care sufletul poate să ajungă la Dumnezeu. A simțit că sufletul său este pierdut într-un labirint haotic, aruncat într-o disoluție totală ca și când ar fi ajuns în cea mai de jos groapă a iadului. În această perioadă a suferințelor spirituale, cei care îl urmau credeau că Padre Pio este atacat de diavol, atât fizic cât și spiritual. Credincioșii săi de asemenea credeau că diavolul se folosea de toată răutatea și de diverse trucuri pentru a-i amplifica suferința și încercările lui Padre Pio. Printre aceste trucuri numărându-se și apariția sub forma de fals înger de lumină, de distrugerea sau modificarea scrisorilor de la, și pentru directorul său spiritual. Găsim în scrisorile adresate Părintelui Augustine, astfel de fragmente neobișnuite: 
"Diavolul mi-a apărut ca o tânără fată dansând goală fără nici o haină pe ea, ca Hristos crucificat, ca un coleg de mânăstire, ca preot, ca duhovnic, ca Papa Pius al X lea, ca înger păzitor, ca sfântul Francisc și ca Fecioara Maria.
 Iată au trecut 22 de zile de când Iisus a permis diavolului să își verse mânia asupra mea.  Părinte, întregul meu trup este plin de vânătăi de la loviturile pe care le-am primit până acum de la dușmanii noștri. De mai multe ori, aceștia mi-au smuls chiar și camașa pentru ca loviturile să fie aplicate direct în carne." 
Gabriele Amorth, exorcist experimentat al Vaticanului declara într-un interviu că Pade Pio putea să distingă între adevăratele apariții ale lui Iisus, Mariei și sfinților și iluzia creată de diavol prin analiza atentă a stărilor minții sale si trăirilor pe care le avea în timpul aparițiilor.  În una din scrisorile lui Padre Pio, acesta declara că a rămas răbdator în mijlocul încercărilor datorită credinței sale ferme că Iisus, Fecioara Maria, îngerul său păzitor,  sfinții Iosif si Francisc erau tot timpul cu el ajutându-l.

## Străpungerea inimii și stigmatele vizibile
Conform corespondenței lui Padre Pio, încă la începutul perioadei sale ca preot a manifestat semne mai puțin obișnuite ale apariției stigmatelor care l-au făcut mai târziu celebru. Într-o scrisoare din 1911 , Padre Pio scrie sfătuitorului său spiritual, Părintele Benedetto din San Marco in Lamis, descriind ceea ce a experimentat de-a lungul unui an întreg.
Apoi noaptea trecută s-a întâmplat ceva ce nu pot nici să înteleg, nici să explic. În mijlocul palmelor a apărut un semn roșu, cam de mărimea unei monede, însoțit de o durere acută în mijlocul acestui semn roșu. Durerea era mai pronunțată în mijlocul mâinii stângi, atât de intensă încât încă o mai simt și acum. Aceeași durere o simt și în partea de jos a picioarelor.
Prietenul său apropiat, Părintele Agostino I scrie în 1915, punându-i întrebări specifice cum ar fi, când a avut prima viziune, dacă a primit stigmatele și dacă a simțit durerea Patimilor lui Hristos, mai exact a coroanei de spini și a biciuirii. Padre Pio îi răspunde că i-au fost dăruite aceste viziuni încă din perioada noviciatului (1903 – 1904). Mai scrie că deși a primit această binecuvântare a stigmatelor, a fost atât de speriat de fenomen că l-a implorat pe Dumnezeu să își retragă indescriptibila și aproape de nesuportat încercare. Nu își dorea să dispară durerea ci numai rănile vizibile pe care la acea vreme le considera extrem de umilitoare. Rănile vizibile au dispărut în acel moment dar au reapărut în septembrie 1918.  Menționează totuși că durerea a rămas și era și mai intensă în anumite zile și în anumite circumstanțe. A mai specificat de asemenea că într-adevăr a experimentat durerea coroanei de spini și cea a biciuirii. Nu putea să indice foarte clar frecvența acestor experiențe, dar spune că a suferit aceste dureri cel puțin o dată pe săptamână de-a lungul a cațiva ani.
Se presupune că și aceste experiențe  au dus la șubrezirea sănătății sale, motiv pentru care i s-a permis să stea acasă. Pentru a-și menține viața religioasă de călugăr cât timp  a stat departe de mânăstire, realizează zilnic Liturghia și predă la școala din localitate.
Sfântul Ioan al Crucii descrie fenomenul străpungerii inimii (En:transverberation) astfel:
Sufletul arde în iubirea lui Dumnezeu și primește din mâinile unui seraphim ce poartă o lance incandescentă rana străpungerii inimii pe care Hristos a primit-o pe cruce. Aceasta îi lasă sufletul rănit, ceea ce il face să sufere pentru ca apoi să fie inundat de iubirea divină.
Primul război mondial era în desfășurare când în iulie 1918 Papa Benedict al XV-lea, care a numit războiul „sinuciderea Europei”,  face un apel la întreaga creștinătate să se roage pentru încheierea războiului. Pe 27 iulie al aceluiași an, Padre Pio se oferă pe sine ca ofrandă de ispășire pentru sfârșirea războiului. Zilele trec și între 5 august și 7 august, Padre Pio are o viziune în care Hristos îi apare și îl străpunge în partea laterală. Ca rezultat al acestei experiențe, Padre Pio dobândește o rană fizică în partea laterală. O astfel de experiență este considerată „transverberation” sau străpungerea inimii ce indică unirea in iubire cu Dumnezeu prin trăirea durerii străpungerii coastei și inimii pe care Hristos a avut-o pe cruce.
Ca o notă, o relicvă (moaște) a lui Padre Pio, care constă într-o bucată mare de pânză ce poartă sângele rănii laterale a lui Padre Pio, „rana străpungerii inimii”, este expusă spre venerare publică în biserica St. John Cantius din Chicago.
Odată cu experiența străpungerii inimii, începe o  perioadă de 7 săptămâni de suferință spirituală pentru Padre Pio. Unul din frații săi călugări capucini spune despre starea sa din această perioadă:
De-a lungul acestei perioade  întreaga sa înfățișare arată descompusă ca și când ar fi murit. Vărsa lacrimi de suferință și suferea foarte tare spunând că Dumnezeu l-a părăsit.
Într-o scrisoare de la Padre Pio către Padre Benedetto, datată 21 august 1918, Padre Pio scrie despre experiențele perioadei străpungerii inimii :
În timp ce ascultam confesiunea băieților de la școală în seara zilei de 5 August am fost deodată terifiat de apariția unei ființe celeste care s-a prezentat în fața ochilor minții mele. Avea în mâna sa o armă asemănătoare unei săbii de oțel foarte lungi și ascuțite ce părea că emite foc. În același moment când am văzut toate acestea, am văzut această ființa înfingând sulița în sufletul meu cu toată puterea.  Am strigat de durere cu dificultate și am simțit că voi muri. I-am cerut băiatului să plece deoarece am simțit că nu mai am puterea să continui spovedania. Această agonie am simțit-o neîntrerupt  până în dimineața zilei de 7. Nu pot să spun cât de mult am suferit în timpul acestei perioade de agonie. Chiar și intestinele mele erau torturate și înfierate de armă și nimic nu era cruțat de suferință. Din acea zi înainte am fost rănit mortal . Am simțit în adâncurile sufletului o rană care era tot timpul deschisă și care îmi provoca o agonie continuă. 
Pe 20 septembrie 1918, jurnalele consemnează că durerea străpungerii inimii a cedat și Padre Pio a rămas într-o „pace profundă”. În acea zi, pe când Padre Pio era angajat într-o rugăciune în podul corului bisericii Fecioarei Maria(En:Our lady of the Grace), aceeași Ființă care i-a apărut și i-a dăruit străpungerea inimii, și care se crede că este Hristos cel Rănit, i-a apărut din nou si Padre Pio a avut un alt extaz religios. Când extazul s-a terminat Padre Pio a primit Stigmatele Vizibile, cele cinci răni ale lui Hristos. De această dată stigmatele au fost permanente și au rămas asupra lui pentru următorii cinzeci de ani de viața, până la moarte.
Într-o scrisoare către Padre Benedetto, superiorul și sfătuitorul său spiritual, Padre Pio descrie experiența spirituală a primirii stigmatelor astfel:
În dimineața zilei de 20 ale lunii trecute, în corul bisericii, după ce am ținut Liturghia am căzut într-o stare moleșitoare similară unui somn dulce.[...] Am văzut în fața mea o persoană misterioasă asemănătoare celei pe care am vazut-o  în seara zilei de 5 August. Singura diferență  era ca mâinile sale și picioarele și partea laterală picurau sânge. Viziunea m-a copleșit și ce am simțit în acel moment este indescriptibil. Am crezut că voi muri dacă Domnul nu ar fi intervenit să-mi întăreasca  inima care batea să-mi iasă din piept. Viziunea a dispărut  și am contstat că mâinile mele, picioarele si partea laterală sângerau. Este de imaginat agonia pe care am experimentat-o și am continuat să o experimentez  aproape în fiecare zi. Rana inimii sângerează în continuu, mai ales de Joia până Sâmbăta.Părinte, simt că mor din cauza durerii rănilor și jena  rezultată o simt adânc în sufletul meu.  Mi-e teamă că voi sângera până la moarte dacă Domnul nu aude cererea mea sinceră de a mă elibera din această condiție. Va dori Iisus, care este atât de bun, să îmi dăruiască grația sa? Va dori El să mă elibereze de rușinea cauzată de aceste semne exterioare? Îmi voi ridica vocea și nu mă voi opri să îl implor până ce , în mila Lui,va lua de la mine, nu numai rănile sau durerea, ceea ce este imposibil deoarece doresc să mă îmbăt de durere, dar aceste semne exterioare care îmi cauzează atâta rușine și umilință de nesuportat.
Padre Pio nota, „durerea este atât de intensă că am început să mă simt de parcă aș muri pe cruce”.
Deși Padre Pio ar fi preferat să sufere în secret, la începutul lui 1919, vestea despre călugărul stigmatizat s-a răspândit în toată lumea. Rănile lui Padre Pio au fost examinate de mulți oameni, inclusiv doctori. Oamenii care începurseră să își reconstruiască viețile după Primul Război Mondial au văzut în Padre Pio un simbol al speranței. Cei apropiați lui mărturisesc că acesta a început să manifeste  mai multe daruri spirituale    cum ar fi , vindecări, bilocație, levitație, profeție, miracole, o extraordinară reținere atât de la somn cât și de la hrană( o mărturie a lui Padre Agostino relatează că odată Padre Pio a fost capabil să reziste cel puțin 20 de zile la Verafano numai cu Euharistia fără nici o altă hrană), capacitatea de a citi gândurile, darul de a vorbi în limbi, puterea de a converti, și parfumul plăcut al rănilor sale.

## Controverse
Mulți afirmă că înzestrările mistice ale lui Padre Pio nu sunt altceva decât glume evidente, bilocațiile fiind sinonime cu halucinațiile iar presupusul parfum al sfințeniei nefiind decât apă de colonie. Nu a fost niciodată supravegheat continuu pentru a se asigura că substanțe chimice precum Fenolul sau Iodul nu au fost folosite pentru a preveni vindecarea rănilor, așa cum unii pretind. Pio de-a lungul multor ani a purtat mănuși fără degete care ascundeau rănile sale sau preveneau atingerea rănilor, deși în apropierea morții nu și-a mai acoperit mâinile și nu se putea vedea vreun semn al rănilor.
Fondatorul Universitații Catolice a Inimii Sacre din Milano, călugarul, doctorul și psihologul Agosto Gemelli, a concluzionat că Padre Pio era „un psihopat auto-mutilator de joasă speță care exploata credulitatea oamenilor”. Pe scurt, a fost acuzat de încălcarea tuturor celor trei jurăminte monastice: sărăcie, castitate, ascultare. Agostino Gemelli de asemenea specula că Padre Pio își păstra rănile sale deschise folosind fenol. Din aceasta cauză  rănile erau însfăsurate în pânză. Conform credinicioșilor, sângerearea a avut loc de-a lungul a mai bine de 50 de ani până cu câteva ore în apropierea morții.
Pe 29 iulie 1960, un prelat italian, Carlo Maccari, devenit mai târziu arhiepiescop de Ancona, a început o nouă investigație în numele Papei Ioan al XXIII-lea și al Consiliului Vaticanului (En:Holy Office). Un raport de 200 de pagini a fost compilat, deși nu a fost niciodată publicat în întregime, se spune că era devastator de critic. Bârfele Vaticanului  pretindeau că „dosarul Maccari” ar fi fost un obstacol de netrecut pentru sanctificarea lui Padre Pio. În conformitate cu scrierile oficiale Capucine se pare ca până la urmă Maccari și-a retras acuzațiile și a mers să se roage pentru Padre Pio când acesta se afla pe patul de moarte.
În 1940, Padre Pio plănuia să deschidă un spital în San Giovanni Rotondo, care să se numească Casa Sollievo della Sofferenza sau Casa Vindecării, spital ce s-a deschis în anul 1956. Barbara Ward, un jurnalist  britanic pentru Italia și o persoană care se ocupa cu actele umanitare, a jucat un rol major în obținerea pentru acest proiect a unei sume de 325,000$ de la United Nations Relief and Rehabilitation Administration (UNRRA). Astfel pentru ca Padre Pio să poată să supervizeze direct proiectul, Papa Pius al XII, în 1957 i-a oferit o dezlegare de la jurământul sărăciei. Detractorii lui Padre Pio s-au folosit de acest proiect ca de o armă în plus pentru a-l ataca, acuzându-l de o nepotrivită administrare a fondurilor.
Padre Pio a fost subiectul a numeroase investigații. De teama unor revolte locale, s-a renunțat la un plan de a-l muta pe Padre Pio la o altă mânăstire și încă un al doilea plan a fost abandonat când o revoltă a oamenilor aproape a avut loc. În perioada dintre 1924 și 1931 Sfântul Scaun a făcut diferite declarații, negând că întâmplările din viața lui Padre Pio ar fi de natură divină. La un moment dat i s-a interzis să mai îndeplinească în mod public anumite îndatoriri preoțesti, cum ar fi ascultarea confesiunilor și Liturghia.
De prin 1933 tendința a început să se schimbe odată cu ordinul Papei Pius al XI-lea către Sfântul Scaun de a ridica interdicțiile lui Padre Pio de a celebra în public Liturghia. Papa a spus, „Nu am fost rău intenționat față de Padre Pio ci am fost rău informat”. În 1934 i s-a permis din nou să asculte confesiuni. I s-a dat de asemenea permisiunea să și predice deși nu avea diploma obținută pentru această specializare.  Papa Pius al XII-lea, care a devenit papă în 1939, a încurajat credincioșii să-l vizitee pe Padre Pio. Conform unei cărți recente, Papa John XXIII (1958-1963) nu a împărtășit viziunea predecesorilor săi  și a scris în 1960 despre „marea decepție” a lui Padre Pio. Însă cel care a respins toate acuzațiile aduse lui Padre Pio a fost succesorul lui Ioan al XIII-lea, Papa Paul al VI-lea.

## Moartea lui Padre Pio
Deterioarea stării sale de sănătate a început în  timpul anului 1960 și cu toate acestea Padre Pio și-a cuntinuat  lucrările sale spirituale. Pe 21 septembrie 1968, o zi după a 50-a aniversare a primirii Stigmatelor, Padre Pio trece printr-o perioada de epuizare intensă. A doua zi, pe 22 septembrie 1968, Padre Pio trebuia să țină o Liturghie extraordinară, dar simțindu-se slăbit și temându-se că nu ar putea să o ducă la bun sfârșit, întreabă pe superiorul său dacă nu ar putea să țină o Liturghie obișnuită în loc, așa cum făcuse zilnic de ani de zile. Datorită numărului mare de pelerini prezenți la Liturghie, superiorul decide că Liturghia extraordinară trebuie ținută și astfel Padre Pio, în spiritul ascultării față de superior, a mers să țină Liturghia extraordinară. În timpul celebrării acestei liturghii Padre Pio părea extrem de slăbit și într-o stare foarte delicată.Vocea sa era foarte slabă și dupa Liturghie s-a văzut că era atât de slăbit încât aproape că s-a prabușit în timp ce cobora treptele altarului și a trebuit să primească ajutor de la numeroșii confrați capucini prezenți la slujbă. Aceasta va fi ultima Liturghie susținută de Padre Pio.
În dimineața zilei de 23 septembrie 1968, Padre Pio și-a făcut ultima spovedanie și și-a reînnoit jurămintele ordinului Franciscan. După cum era obiceiul, avea rozariul în mână,deși nu mai avea puterea să spună cu voce tare Ave Maria. Până la urmă a repetat cuvintele „Gesù, Maria” (Iisus, Maria). În jurul orei 2:30am, a spus, „Văd două mame” (referindu-se la mama sa și la Fecioara Maria). La 2:30 a.m. și-a dat ultima suflare în chilia sa din San Giovanni Rotondo, șoptind „Maria”!
Trupul său a fost îngropat pe 26 septembrie într-o criptă a bisericii Sfintei Fecioare (En:Our Lady of the Grace). La slujba sa de înmormântare au participat peste 100,000 de persoane. Adesea obișnuia să spună: „După moartea mea voi face și mai multe. Misiunea mea adevarată va începe după moartea mea.” După declarațiile celor care au stat în apropierea lui Padre Pio până la moartea sa, stigmatele au dispărut în mod complet fără a lăsa nici măcar o cicatrice. Numai un semn roșu „ca și lăsat de un creion roșu” a rămas în partea sa dreaptă după care a dispărut și acela.
Sfântul Padre Pio este cunoscut ca patron  al voluntarilor apărării civile italiene după ce un grup de 160 dintre aceștia au cerut aceasta consiliului episcopilor italieni. Episcopii au înaintat cererea Vaticanului, care a aprobat aceasta desemnare. Este de asemenea cunoscut în mod mai puțin oficial ca sfânt patron al  eliberarii de probleme și depresii, după ce Biroul de anchetă al bisericii catolice din Londra a hotărât astfel. Aceștia au desemnat că cea mai depresivă zi a anului, 22 ianuarie, să fie sărbătorită ca ziua „Don’t Worry Be Happy”, în cinstea faimosului sfat al lui Padre Pio: „Roagă-te, Speră și Nu-ți fă griji”.

## Fenomene supranaturale?
Chiar și Vaticanul a fost sceptic în privința faptelor supranaturale ale lui Padre Pio dar acesta își câștigase faima de făcător de miracole. Se presupunea ca are darul de a citi sufletele, se bănuia că era capabil să fie prezent simultan în mai multe locuri (bilocație), după declarațiile unor martori oculari.
În 1947, Părintele Karol Józef Wojtyła, un tânăr preot polonez care mai târziu va deveni Papa Ioan Paul al II-lea, a vizitat pe Padre Pio, care i-a ascultat spovedania. Cardinalul austriac Alfons Stickler a consemnat că Wojtyła i s-a destăinuit că în timpul întâlnirii Padre Pio i-a spus că va urca într-o zi în „cel mai înalt post al Bisericii deși sunt necesare încă anumite confirmări”. Cardinalul Stickler continuă povestirea spunând ca Wojtyla a crezut că profeția s-a împlinit atunci când a devenit cardinal, nu papă, după cum s-a văzut în lucrările sale. (Secretarul lui Ioan Paul, Stanisław Dziwisz, neagă prezicerea, în timp ce biografia lui George Weigel,  Witness to Hope, care conține o descriere a acestei întalniri, nu o menționează)
Conform mărturiilor orale,  Episcopul Wojtyła îi scrie lui Padre Pio în 1962 să se roage pentru Dr. Wanda Poltawska, un prieten din Polonia despre care se credea că suferă de cancer. Mai târziu, s-a dovedit că diagnosticul bolnavului se afla într-o fază de retragere și vindecare ( En: Spontaneous remission); medicii neputând să ofere o explicație pentru acest fenomen  (vezi frecvența vindecărilor spontane).
Datorită capacităților neobișnuite ale lui padre Pio, Sfântul Scaun a desfășurat de două ori investigații ale poveștilor care il înconjurau. Se pare că de atunci biserica a aprobat în mod formal venerarea sa ce a culminat cu canonizarea de către papa Ioan Paul al II-lea in 2002.
În cartea Padre Pio: The Wonder Worker, din 1999 , un fragment scris de preotul irlandez Malachy Gerard Carroll descrie povestea Femmei de Giorgi, o fată din Sicilia despre care se spune că nu vedea se crede că a fost vindecată prin vizita la preotul capucin. Gemma, care a fost adusă la San Giovanni Rotondo in 1947 de către bunica ei, a fost născută fără pupile. În timpul călătoriei pentru a-l vedea pe Padre Pio, fata începe să vadă diferite obiecte inclusiv un vapor pe mare. Bunica fetei nu a vrut să creadă că fata a fost deja vindecată. După ce Gemma a uitat să ii ceară lui padre Pio să se roage pentru a implora Gratia divină în timpul Confesiunii(Spovedanie), bunica sa pare-se că l-a implorat pe preot să îl roage pe Dumnezeu să îi redea vederea. Padre Pio, după mărturia lui Gerard Carrol, i-a spus bunicii: „Copilul nu trebuie să se plângă și nici tu pentru că vede si tu știi asta.” Paragraful continuă menționând că specialiștii oftalmologi nu au putut să explice cum și-a câștigat vederea.
Se spune că Padre Pio ar fi purtat chiar luptă fizică cu Satana și slujitorii acestuia, incindente similare celor descrise despre  St. John Vianney, incidente în urma cărora rămânea cu mari vânătăi și dureri.  Se mai spuune că ar fi comunicat cu îngerii și că avea puterea de a dărui diferite binecuvântări (haruri) și vindecări înainte chiar de orice cerere scrisă sau verbală.
În ziua morții sale, mistica și slujitoarea lui Dumnezeu, Maria Esperanza de Bianchini din Caracas, Venezuela mărturisește că Padre Pio i-a apărut într-o viziune, spunându-i: „Am venit să îmi iau rămas bun. Timpul meu a venit. Este rândul tău acum.”  Se mai spune că în acel moment soțul ei a văzut cum figura soției sale s-a tranfigurat în cea a lui padre Pio. În ziua următoare, au aflat despre moartea lui padre Pio. Martorii pretind că au văzut-o pe Esperanza în persoană levitând în timpul Liturghiei, fiind vazută și în mai multe locuri simultan ( bilocație). Padre Domenico da Cese un camarad capucin stigmatizat și el, mărturisește că in ziua de Duminică, 22 septembrie 1968 l-a văzut pe Padre Pio îngenunchind în rugăciune înaintea imaginii sfinte a chipului de pe Giulgiul lui Iisus, deși se știa ca Padre Pio nu și-a părăsit camera.

### Stigmatele

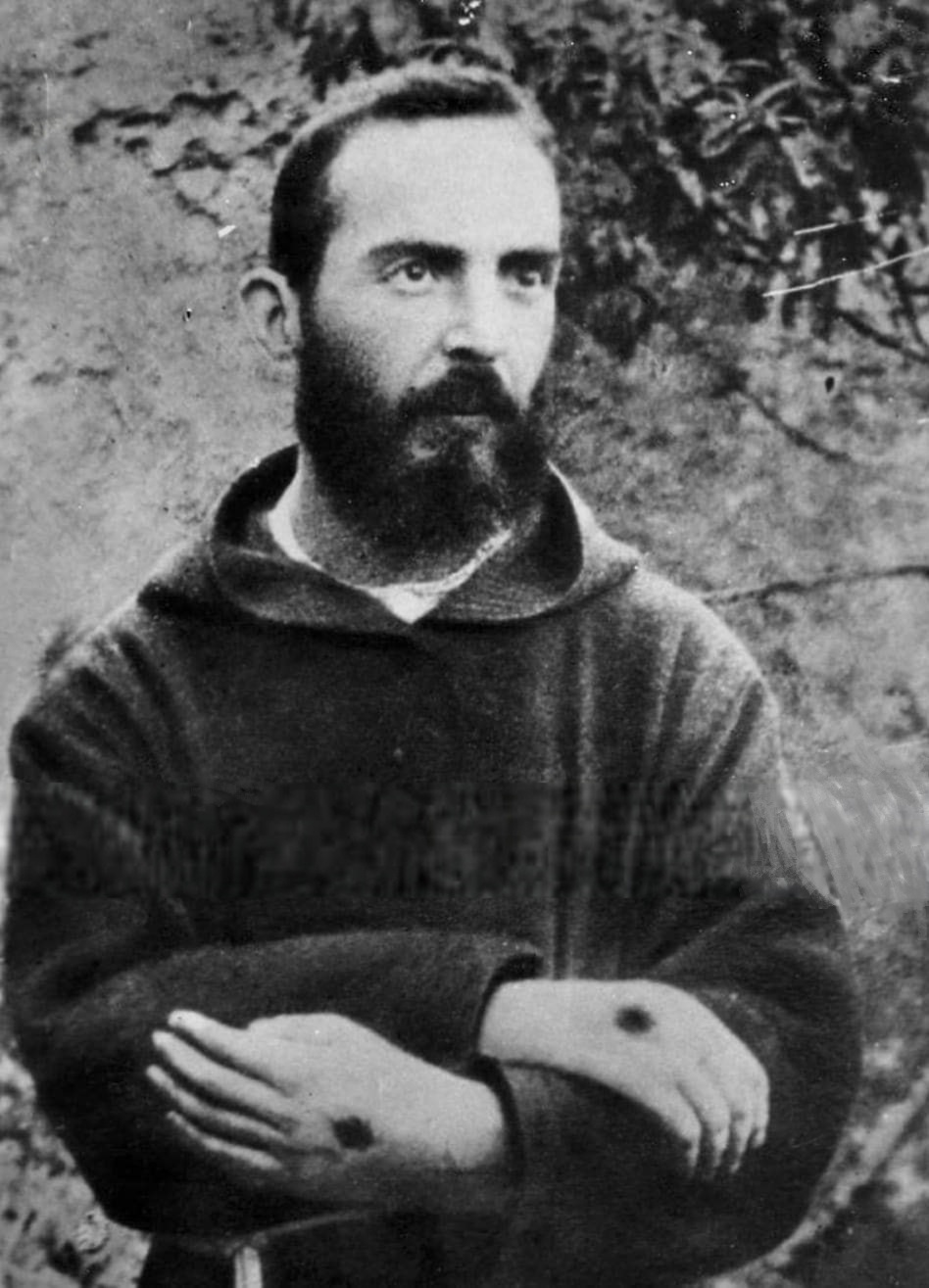
Padre Pio cu semnele clare ale stigmata

Pe 20 septembrie 1918, în timp ce asculta confesiuni,se spune că  Padre Pio a avut prima experiență a stigmatelor:  rănile, durerile și sângerările în locurile ce corespund rănilor lui Iisus Hristos răstignit.  Acest fenomen a continuat pe durata următorilor 50 de ani, până la sfârșitul vieții sale. Se spune că sângele ce se scurgea din aceste răni avea parfumul florilor, fenomen menționat în descrierea vieților mai multor sfinți și la care se face adesea referire prin expresia  parfumul sfințeniei.
Stigmatele sale,  privite de unii ca semn al sfințeniei, au fost studiate de către diferiți medici. Nici unul nu a putut să explice cauza rănilor care niciodată nu se infectau. Odată vindecate acestea reapăreau. Medicul șef al spitalului din Barletta, Luigi Romanelli a examinat aceste răni timp de aproape un an. Dr. Giorgio Festa, o medic  privat a examinat de asemenea aceste răni între 1920 si 1925. Profesorul Giuseppe Bastianelli, medicul Papei Benedict al XV-lea a confirmat că rănile exista dar nu a făcut ale comentarii.  Medicul patolog  Amico Bignami de la Universitea din Rome a observat deasmenea aceste răni dar nu a putut sa pună nici un dagnostic. Doctorii Bignami si  Giuseppe Sala au comentat despre marginea neobișnuita a rănilor și absența edemei.  Dr. Alberto Caserta a făcut chiar raze X mâinilor lui Padre Pio în 1954 dar nu a găsit nici o anomalie în structura oaselor.
Se știe totusi foarte bine că  Padre Pio se simțea foarte stânjenit de aceste răni  și majoritatea fotografiilor îl arată acoperindu-și rănile fie cu manuși, fie cu pânză, atât cele de la mâini cât și cele de la picioare, acolo unde apărea sangerarea. La moartea sa, în 1968, trupul său a apărut fără nici o cicatrice sau rană. Se spune că doctorii care i-au examinat trupul nu au găsit nici o pată de sânge.
Cei care l-au acuzat pe Padre Pio de false stigmate, atât credincioși cât și din afara bisericii, precum istoricul  Sergio Luzzatto și alții, spun ca Padre Pio folosea fenol pentru a-și provoca singur rănile. Singura dovadă a unei astfel de supoziții este un singur document găsit în arhiva Vaticanului, mărturia unei farmaciste din  San Giovanni Rotondo, Maria De Vito, de la care a comandat 4 grame de astfel de acid. Conform marturiei acesteia, Padre Pio i-a cerut să păstreze secretă comanda, spunand că îl folosește pentru sterilizarea acelor de seringă(a comandat de asemenea și alte produse farmaceutice cum ar fi pastile Valda). Documentul a fost examinat dar respins de către Biserica Catolică în timpul procesului de beatificare.
Un comentator al acestei dispute argumentează că biserica a respins acuzațiile pe baza mărturiilor care atesta că intr-adevăr acidul a fost folosit pentru sterilizare: „Băieții de la școala unde preda Padre Pio aveau într-adevar nevoie de injecții împotriva gripei spaniole care făcea ravagii în acel timp. Din cauza lipsei doctorilor, cei doi călugări, Paolino si Pio, făceau injecțiile folosind acid carbolic(fenol) ca substanța pentru sterilizarea acelor.”

## Sfințenia și recunoașterea ulterioară
În 1982, Sfântul Scaun a împuternicit pe Arhiepiscopul de Manfredonia să deschidă o investigație pentru a se stabili dacă Padre Pio trebuie considerat sau nu un sfânt. Investigația s-a desfășurat de-a lungul a 7 ani și în 1990 Padre Pio a fost declarat Servitor al lui Dumnezeu, primul pas in desfașurarea unei canonizări.
Începând cu 1990, Congregația Cauzei Sfinților a dezbătut cât de spirituală a fost viața lui Padre Pio iar în 1997 Papa Ioan Paul al II ea îl declară venerabil. O discuție asupra influenței spirituale a vieții sale asupra celorlalți a urmat, aici fiind menționată și o vindecare a unei femei din Italia, Consiglia de Martino, care a fost pusă pe seama  mijlocirii lui Padre Pio. În 1999, la inițiativa Congregației, Ioan Paul al II-lea îl declara pe Padre Pio binecuvântat.
După alte considerații ulterioare asupra virtuților și capacitaților lui Padre Pio de a face bine chiar și dupa moartea sa, incluzând aici și analiza unei alte vindecări atribuite intervenției sale, Papa îl declară pe Padre Pio sfânt la 16 iunie 2002. 300,000 de oameni  se estimeaza că au asistat la ceremonia de canonizare.
Padre Pio este unul din cei doi sfinți care au fost preoți și au trăit dupa Al Doilea Conciliu al Vaticanului (1962); celălalt fiind Sfântul Josemaría Escrivá. Ambii preoți au avut permisiunea Papei să țină Liturghia Latină tradițională fără să țină seama de reformele liturgice impuse de Conciliu.
Pe 1 iulie 2004, Papa Ioan Paul al II-lea consacră biserica de pelerinaj Padre Pio din San Giovanni Rotondo memoriei sfântului Padre Pio. O statuie a lui Padre Pio din Messina, Sicilia atrage atenția în 2002 cand s-a constatat că are lacrimi de  sânge.  Padre Pio devine unul din cei mai populari sfinți. Există mai mult de 3000 de grupuri de rugăciune Padre Pio în întreaga lume, cu peste trei milioane de membrii. Sunt parohii dedicate lui Padre Pio în Vineland si Lavallette, New Jersey și Sydney, Australia, și există un sanctuar dedicat lui Padre Pio în Buena, New Jersey. Un sondaj efectuat de revista Famiglia Cristiana în 2006 arată ca cei mai mulți catolici italieni se roagă lui Padre Pio mai mult decât oricărei alte figuri. Această rugăciune, care este mai degrabă o cerere, nu trebuie să fie confundată cu închinarea pe care biserica catolică învața că o datorăm numai lui Dumnezeu în persoana.
O statuie a lui Padre Pio va fi construită pe unul din dealurile localitații San Giovanni Rotondo din sudul provinciei Puglia, Italia, în apropiere de locul unde este comemorat. Proiectul va costa mai multe milioane de lire, banii fiind strânși de credincioșii din întreaga lume. Statuia va fi acoperită într-o vopsea fotovoltaică specială care va putea să capteze căldura soarelui și să o transforme în energie solară, transformând astfel statuia într-un simbol religios ecologic.

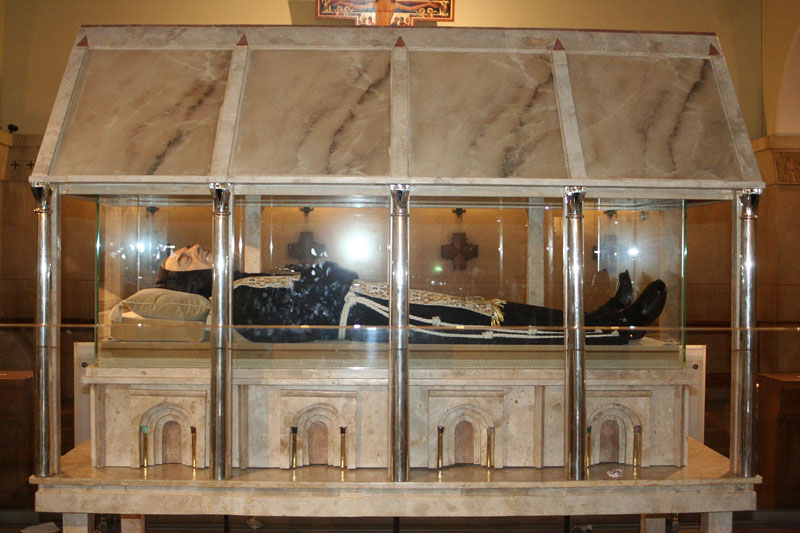
Moaștele Sfântului Padre Pio

Pe 3 martie 2008, trupul sfântului Padre Pio a fost exumat, la 40 de ani de la moartea sa, pentru ca rămășițele sale sa poată fi pregătite pentru a fi expuse. O declarație a bisericii afirmă că trupul a fost găsit într-o condiție bună. Arhiepiecopul Domenico D'Ambrosio, delegatul Papei la sanctuarul din San Giovanni Rotondo, declara că „partea superioară a craniului este în parte numai schelet dar că bărbia este într-o stare perfectă iar restul trupului este bine păstrat”.  Arhiepiscopul D’Ambrosio mai confirmă într-un comunicat că „stigmatele nu sunt vizibile”. Adaugă încă faptul că  mâinile lui Padre Pio „arată de parcă tocmai ar fi avut parte de o manichiură”. S-a sperat că figura lui Padre Pio va putea fi refăcută de către specialiști, ceea ce s-a și întâmplat cu ajutorul unei măști de silicon.
Cardinalul  José Saraiva Martins, lider al Congregației Cauzei Sfinților, celebrează Liturghia pentru 15,ooo de participanți pe 24 aprilie la sanctuarul din San Giovanni Rotondo , înainte ca trupul să poată fi arătat într-un cavou de cristal, marmură și argint într-una din criptele mânăstirii. Padre Pio poartă mantia sa capucină de culoare închisă împreună cu un patrafir de mătase albă brodat cu cristale și fir de aur. Mâinile sale țin o cruce mare de lemn. 800,000 de pelerini din întreaga lume, cei mai mulți din Italia, au facut rezervări pentru a putea vedea trupul până în luna decembrie 2008, dar numai 7,200 persoane pe zi pot să treacă prin fața sicriului de cristal. Oficialitățile au prelungit expunerea până în septembrie 2009.
Rămășițele Sfântului Padre Pio se găsesc în biserica ce îi poartă numele, de lângă San Giovanni Rotondo. În aprilie 2010 au fost mutate într-o criptă specială din aur.

## Referiri la Padre Pio în artă
Sfântul Pio și veridicitatea însușirilor sale sunt dezbătute în romanul The Shroud Codex de Jerome R. Corsi, ISBN 978-1-4391-9041-8, Threshold Editions, 2010.
În filmul Stigmata din 1998, unul din caracterele principale, preotul Father Kiernan, în timp ce investighează un posibil caz de stigmatizat, o femeie jucată de Patricia Arquette, menționează pe Padre Pio într-o conversație în timpul căreia o fotografie cu Padre Pio tânăr apare pe ecran.

### Pagini web oficiale
- Padre Pio of Pietrelcina | Site oficial Arhivat în 26 aprilie 2014, la Wayback Machine. it  en
- Padre Pio of Pietrelcina | Canele TV si radio oficiale it  en
- Padre Pio of Pietrelcina | Revista oficială Arhivat în 12 mai 2017, la Wayback Machine. it  en
- Sfântul Padre Pio: Biografiaen
- Catholic Web Services: Saint Pio of Pietrelcinaen

### Organizații Padre Pio
- Padre Pio Foundation of America en
- Fondazione Voce di Padre Pio Arhivat în 9 februarie 2014, la Wayback Machine. it  en
- Padre Pio Devotionsen
- National Centre For Padre Pio, Barto, Pennsylvania (USA) Arhivat în 2 februarie 2009, la Wayback Machine.
- Official Irish website for Saint Pio
- "Home for the Relief of the Suffering" Hospital it
- "Pray, Hope and Don't Worry Newsletter" from Padre Pio Devotions of San Diego Arhivat în 30 martie 2012, la Wayback Machine.
- The Philippine Center for St. Pio of Pietrelcina